# Kürette

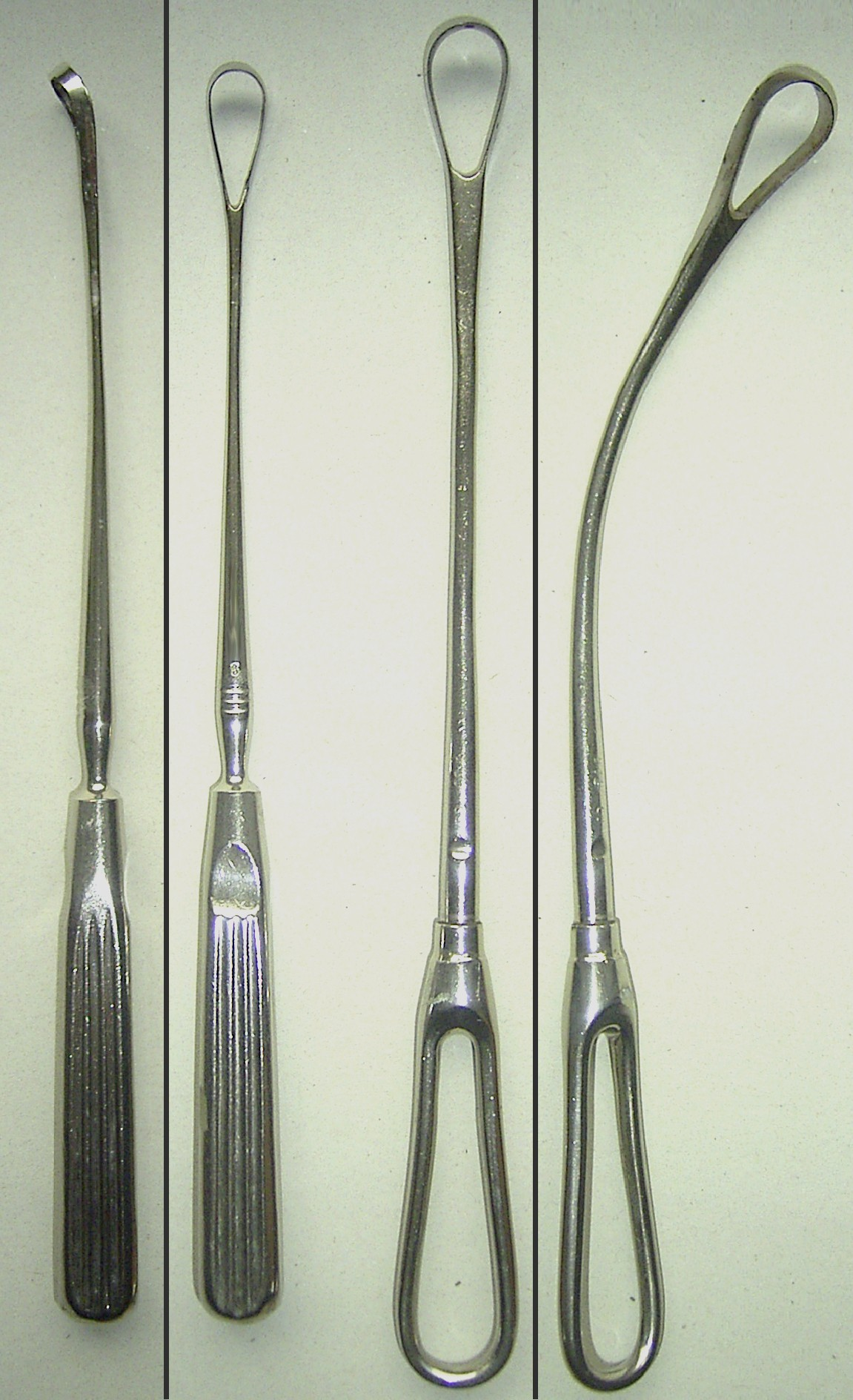
Gynäkologische Ringküretten

Eine Kürette ist ein chirurgisches Instrument zum Ausschaben und Abtragen von Gewebe (Kürettage). Das Ende ist entweder ausgehöhlt oder zur besseren Darstellung des abzutragenden Gewebes ringförmig. Die Kanten sind scharf und glatt oder gesägt. Küretten werden zum Abtragen sowohl von Hartsubstanzen wie Knochen als auch von Weichteilen wie der Gebärmutterschleimhaut eingesetzt.